# Hästholmen, Värmdö kommun
Hästholmen (uttal (fil)) är en ö i Värmdö kommun i Stockholms skärgård. Den ligger i Nämdö socken i Södermanland, 39 kilometer sydöst om Stockholm. Ön är privatägd och bebyggd.
Öns nordöstra udde ingår i Hästholmens naturreservat.

## Omgivning
Ön ligger mellan Mörtö i väster och Jungfruskär i öster. Sydöst om Hästholmen, på andra sidan sundet Hästholmsflacket, ligger ön Gymmerholmen och Gymmerholmens naturreservat.

## Etymologi
Hästholmen är ett vanligt ortnamn och förleden kan vanligtvis härledas till djuret. I en ortnamnsuppteckning från 1936 förklaras om Hästholmen att "då man avslutat vårbruket förde man ut hästarna till någon holme där de fingo gå på bete under försommaren". Av de mindre kobbarna runt Hästholmen är det endast Liljekonvaljeholmen och Grötskär som omnämns på Lantmäteriets kartor. Förleden i den förra ön avser blomman. Förleden gryt och gröt är vanlig i skärgårdsnamn och båda härstammar från ett urgammalt ord med betydelsen 'krossa'. De förekommer framför allt på platser med mycket sten och stenblock, vilket stämmer med Grötskär som har mindre vegetation än kobbarna omkring. Alkläppen, Knipkobben och Trylkobben omnämns i Institutet för språk och folkminnens ortnamnsregister. Dessa förleder syftar på fåglar och träd. Alfågeln var det viktigaste bytet vid fågeljakt och även knipan jagades. Dessutom ingick knipans ägg förr i kosthållningen. Förleden Al- kan även avse trädet; det är ofta svårt att avgöra om ortnamn syftar på fågeln eller trädet. Förleden Tryl förekommer på flera ställen i skärgården och är ett dialektalt ord för busken skogstry. Denna buske är inte särskilt vanlig man var i äldre tid eftersökt av skärgårdsborna på grund av dess hårda ved som var lämplig vid tillverkning av bindnålar och pinnar till handräfsor.